# Piaski
Piaski là một thị trấn thuộc huyện Świdnicki, tỉnh Lubelskie ở đông-nam Ba Lan. Thị trấn có diện tích 8 km². Đến ngày 1 tháng 1 năm 2011, dân số của thị trấn là 2663 người và mật độ 316 người/km².